# Álvaro Granados
Álvaro Granados Ortega (ur. 8 października 1998 w Terrassie) – hiszpański piłkarz wodny, reprezentant Hiszpanii, olimpijczyk z Tokio 2020, wicemistrz świata oraz Europy.

## Kariera reprezentacyjna
Od 2015 reprezentuje Hiszpanię na zawodach międzynarodowych. Z reprezentacją uzyskał następujące wyniki:
| Rok                                | Impreza                                | Miejsce    | Pozycja    |      |                                                 |         |            |
| ---------------------------------- | -------------------------------------- | ---------- | ---------- | ---- | ----------------------------------------------- | ------- | ---------- |
| Rok                                | Impreza                                | Miejsce    | Pozycja    | 2017 | Mistrzostwa Świata Juniorów w Piłce Wodnej 2017 | Belgrad | 6. miejsce |
| Mistrzostwa Świata w Pływaniu 2017 | Budapeszt                              | 9. miejsce |            | 2017 |                                                 |         |            |
| 2018                               | Mistrzostwa Europy w Piłce Wodnej 2018 | Barcelona  | 2. miejsce |      |                                                 |         |            |
| 2019                               | Mistrzostwa Świata w Pływaniu 2019     | Gwangju    | 2. miejsce |      |                                                 |         |            |
| 2020                               | Mistrzostwa Europy w Piłce Wodnej 2020 | Budapeszt  | 2. miejsce |      |                                                 |         |            |
| 2021                               | Letnie Igrzyska Olimpijskie 2020       | Tokio      | 4. miejsce |      |                                                 |         |            |